# Dave Sullivan
Pour les articles homonymes, voir Sullivan.
Dave Sullivan fut un guitariste d'Iron Maiden, groupe de heavy metal anglais mené par le bassiste de renom Steve Harris.
Il officia aux côtés de Terry Rance durant l'année 1975, avant que l'arrivée de Dave Murray ne les fasse quitter le groupe.
L'entrée de Dave Murray comme guitariste se fit après une remarquable audition durant laquelle il joua Prowler, qui apparaîtra en 1980 sur le premier album du groupe...